# 罗伯塔·皮诺蒂
罗伯塔·皮诺蒂（義大利語：Roberta Pinotti；1961年5月20日—）是一位意大利政治人物，民主党成员。2014年2月22日至2018年6月1日，她在总理马泰奥·伦齐和保羅·真蒂洛尼政府中担任国防部长。

## 早年生活
罗贝塔·皮诺蒂1961年出生于热那亚，她在热那亚大学获得现代文学学位，并在高中担任意大利语老师。
在她青少年时期，她是意大利天主教向导和童子军协会的成员。

## 政治生涯
她在1980年代末开始担任意大利共产党的地区顾问，从而开始自己的政治生涯。后来她加入了左派民主黨，左翼民主人士（在1999年至2001年间担任省秘书长）和民主党。在她的家乡，她曾担任学校，青年政策和社会政策的议员（1993-1997年）和教育机构的议员（1997-1999年）。
皮诺蒂于2001年首次当选众议院议员，在2008年5月至2009年4月期间担任瓦尔特·韦尔特罗尼影子内阁的国防部长。
2012年，她被提名参加热那亚市长中左翼初选，仅次于左翼议员马可·多里亚和即将上任的市长玛塔·文琴齐。
2013年她被任命为恩里科·莱塔领导下的国防部国务秘书（sottosegretario di stato）。

### 国防部长
2014年2月22日，民主党新任总书记马泰奥·伦齐强迫莱塔辞职并成为新总理时，他任命皮诺蒂为国防部长，她是意大利有史以来第一位担任这一职务的女性。
她上任后的第一件事是会见因Enrica Lexie案而被拘禁在印度的两名意大利海军陆战队士兵的妻子。
她于2014年获得了意大利-美国基金会的美国奖。

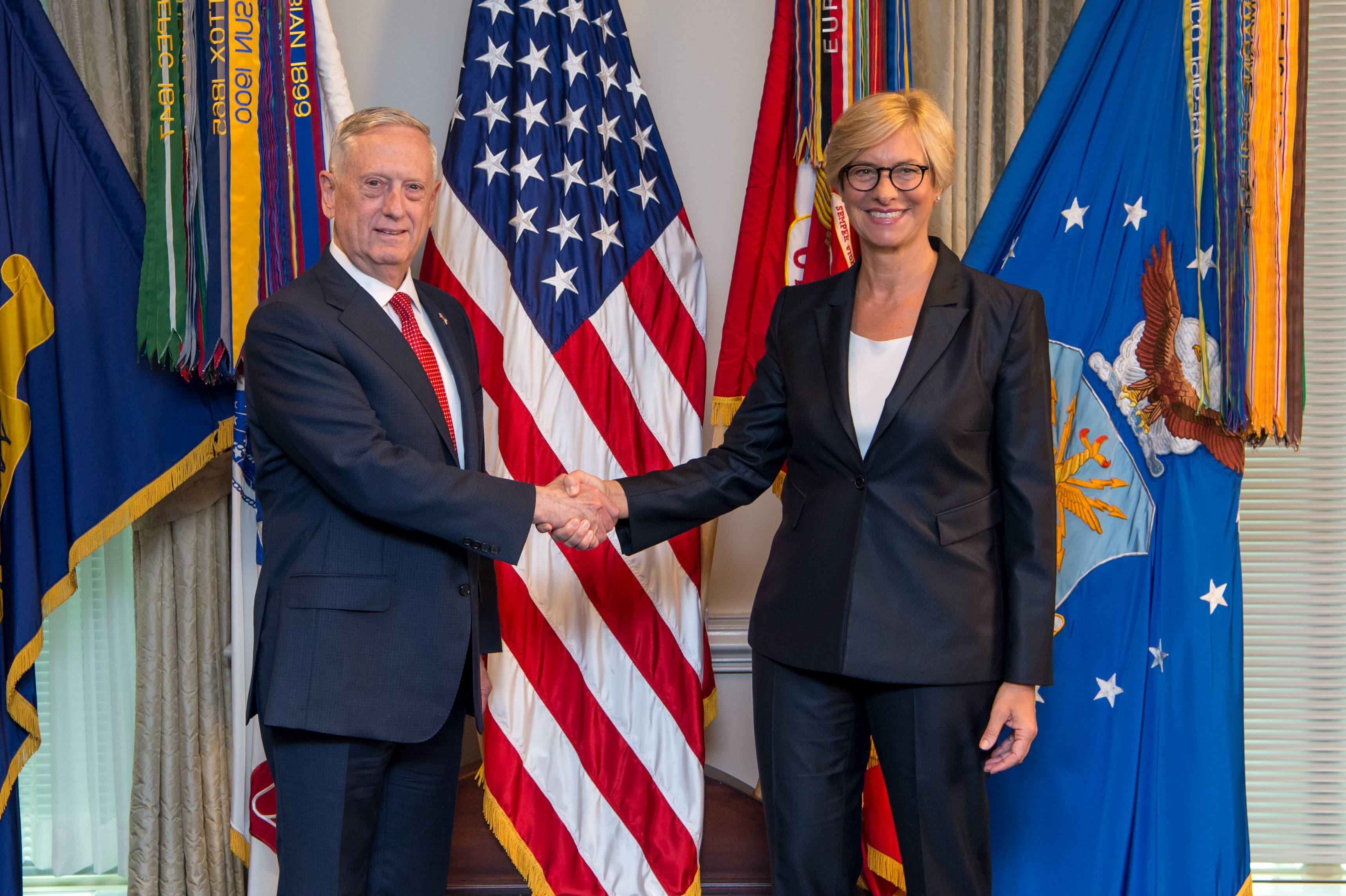
2017年皮诺蒂和美国国防部长詹姆斯·马蒂斯

2014年10月，她访问了阿拉伯联合酋长国，并会见了武装部队副最高统帅穆罕默德·本·扎耶德·阿勒納哈揚王储，以加强两国在国防軍隊方面的关系。2015年2月，她第二次来到阿拉伯联合酋长国，并参加国际国防工业展览会（IDEX），有多家意大利公司参加了这次展览，并再次与穆罕默德·本·扎耶德·阿勒納哈揚会面。
她在2015年2月因海军招聘广告使用的英语口号而受到批评。该月晚些时候，她暗示意大利已准备好率领一支联军击败利比亚的伊斯兰国，并表示：“我们已经讨论了几个月，但现在干预已经迫在眉睫。”
2016年12月12日，在宪法公投后伦齐辞去总理职务时，新任总理保羅·真蒂洛尼确认皮诺蒂继续担任国防部长。
2017年，议会批准了所谓的“白皮书”，这是国防部和相关机构负责人的重组计划；该计划还提供了義大利武裝部隊的改革和训练系统的重组。